# Christian Wilhelm Kestner
Christian Wilhelm Kestner (* 18. Juni 1694 in Kindelbrück, Thüringen; † 15. Mai 1747) war ein deutscher Mediziner und Bibliograph.
Kestner besuchte das Gymnasium in Weißenfels, studierte in Jena zunächst Theologie, brach dieses Studium jedoch ab und wechselte zur Medizin (Studium in Jena, Leipzig und schließlich in Halle). Dort promovierte er 1719.
Aufgrund seiner entschiedenen Abneigung gegen die ärztliche Berufstätigkeit und seiner Vorliebe für literarische und historische Studien betätigte er sich ausschließlich als Fachschriftsteller und Bibliograph und gab u. a. 1740 in Jena ein Medizinisches Gelehrten-Lexikon und 1746 eine Bibliotheca medica heraus.

## Schriften
- Medicinisches Gelehrten-Lexicon. Jena 1740, Digitalisat MDZ.
- Bibliotheca Medica. Jena 1746, Digitalisat MDZ.
- Kurzer Begriff der Historie der Medicinischen Gelahrtheit überhaupt. Halle 1748, Digitalisat MDZ.